# منطقة شامارنجر
شامارنجر رمزها  «CJ» (بالإنجليزية: Chamarajnagar)‏، هو تقسيم إداري لدولة الهند تتبع ولاية كارناتاكا (بالإنجليزية: Karnataka)‏،  مركزها هو مدينة شامارنجر (بالإنجليزية: Chamarajanagar)‏ عدد سكانها حسب تعداد سنة 2001 هو 964,275، مساحتها  5,102 كم² وكثافة السكان 189 لكل كم.